# Skrapan, Västerås

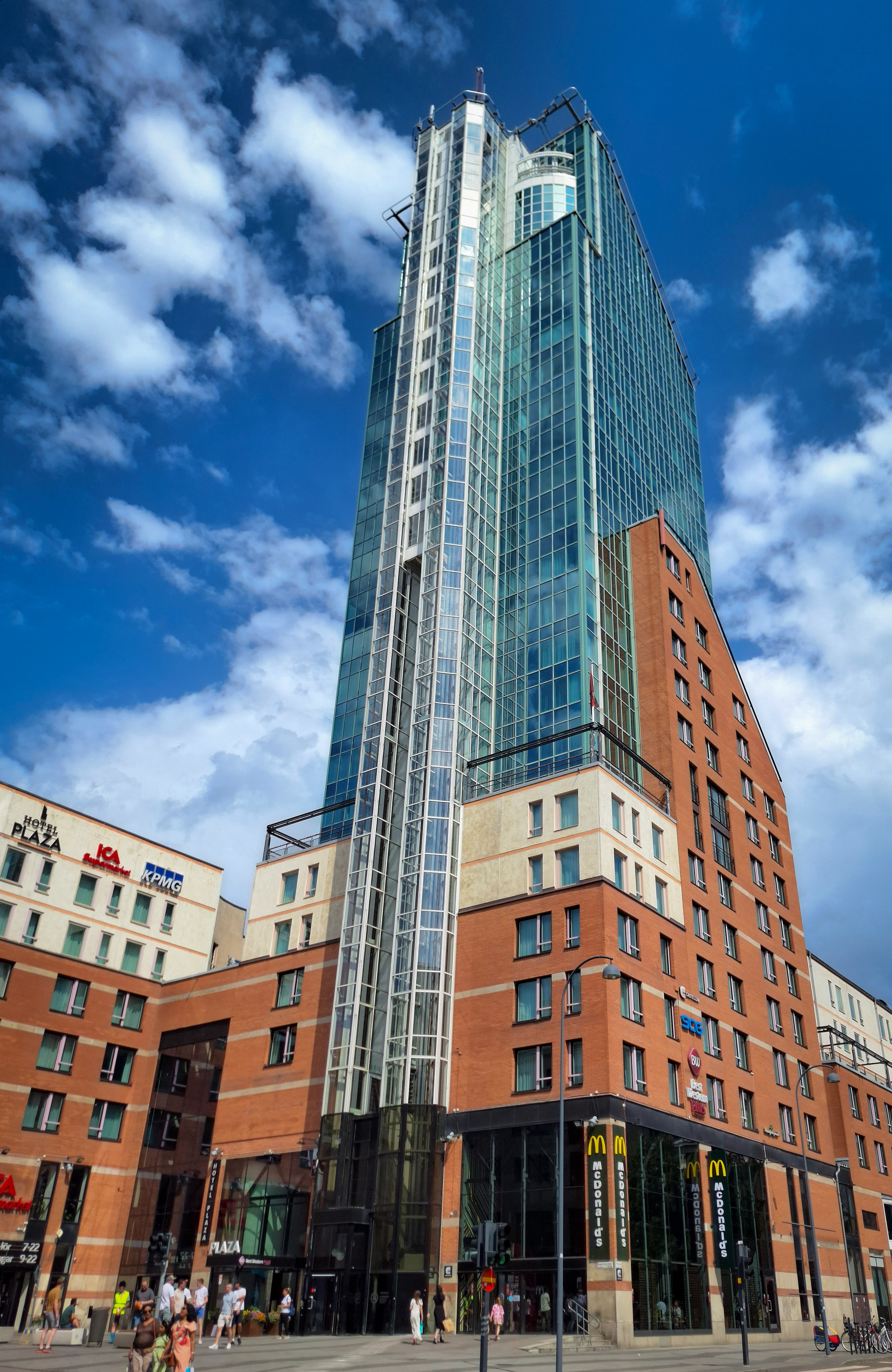
Skrapan

Skrapan är ett höghus i centrala Västerås, ritat av Boris Culjat. Det började byggas 1988 och stod helt klart 1990. Det är 81 meter högt och har 25 våningar (27 om man räknar med p-huset i källaren) och är idag Västerås näst högsta byggnad och Sveriges 8:e högsta höghus /  24:e högsta byggnad. Byggnaden rymmer hotell, restauranger och bar samt mataffär, kontor, parkeringshus med 300 p-platser, lägenheter och studentlägenheter. I mitten av 2012 beslutades att den dåvarande gallerian skulle byggas om till kontorslokaler på grund av låg hyresbeläggning.

## Hotell, restauranger och liknande i Skrapan
- Best Western Plus Hotel Plaza – hotell
- ICA Skrapan – dagligvarubutik (på markplan, ingång även utifrån)
- Sky Spa– spa på våning 23
- McDonald's – snabbmatsrestaurang (på markplan, ingång även utifrån)
- Sky Bar – skybar på våning 24

## Evenemang i Skrapan
Den 9 maj 2010 satte den svenske äventyraren Tony Berglund världsrekord i Vertical Run då han sprang 100 meter nedför Skrapan plus en tillfällig påbyggnad på Skrapans tak på tiden 34,76 sekunder .
Den 1 juli 2011 arrangerades en trapptävling, "Du Kan Run", i Skrapan . Den snabbaste tog sig uppför de 25 våningarna på tiden 2 minuter och 5 sekunder .
Den 25 maj 2013 hölls en esportturnering, Svenska e-sportcupen, i Skrapan. Den totala prissumman var 100 000 kronor.
Den 25 januari 2018 arrangerades Västerås Vertical Kilometer för fjärde gången av Westeros Trail Running Society. Löparna sprang upp till 25:e våningen 15 gånger sammanlagt och fick på så sätt ihop 1000 höjdmeter.
Den 5-14 december 2019 arrangerades "Skrapan 144 timmar" av Westeros Trail Running Society i syfte att samla in pengar till Musikhjälpen. Under de 144 timmar som arrangemanget pågick sprang ungefär 600 löpare tillsammans uppför trapporna 10115 gånger (ca 700 000 höjdmeter). Arrangemanget bidrog till att samla in över 123 000 kronor till Musikhjälpen.